# Округ Монтејг (Тексас)
Округ Монтејг (енгл. Montague County) је округ у америчкој савезној држави Тексас. По попису из 2010. године број становника је 19.719.

## Демографија
Према попису становништва из 2010. у округу је живело 19.719 становника, што је 602 (3,1%) становника више него 2000. године.
| Група             | 2000.          | 2010.          |
| Белци             | 17.717 (92,7%) | 17.347 (88,0%) |
| Афроамериканци    | 34 (0,2%)      | 53 (0,3%)      |
| Азијати           | 49 (0,3%)      | 62 (0,3%)      |
| Хиспаноамериканци | 1.035 (5,4%)   | 1.930 (9,8%)   |
| Укупно            | 19.117         | 19.719         |